# Баскин, Владимир Сергеевич
Владимир Сергеевич Баскин (1855 — 6 февраля 1919) — драматург, музыкальный и театральный критик.

## Биография
Родился 15 июня 1855 года в Вильне. В 1881 году окончил юридический факультет Петербургского университета. Одновременно с обучением в университет посещал вольнослушателем Петербургскую консерваторию — изучал теорию музыки и брал уроки игры на скрипке.
Около года состоял чиновником особых поручений при генерале Анненкове, заведовавшем общественными работами; по его поручению написал статью «О влиянии леса на проточные воды» и затем статью в «Литературных приложениях Нивы» под заглавием «Общественные работы в России».
Началом литературной деятельности явилась драма из еврейской жизни «На распутье», напечатанная в «Русском еврее» (отд. изд. — СПб.: тип. Л. Бермана и Г. Рабиновича, 1880. — 140 с.); она с успехом обошла почти все провинциальные и некоторые столичные клубные сцены.
Начиная с 1882 года, являлся одним из наиболее деятельных музыкальных и театральных рецензентов; сотрудничал в разных музыкальных и театральных, а также общих литературных периодических изданиях. В «Русской мысли» (в период 1881—1885 гг.) были опубликованы его три статьи о композиторах Рубинштейне, Серове и Мусоргском, положившие начало предпринятому им изданию серии биографий, под названием «Русские композиторы», изданных фирмой П. Юргенсон в виде небольших отдельных книжек.
Скончался в Петрограде от воспаления лёгких 6 февраля 1919 года.
Театральные рецензии:
- ряд статей о Дон Жуане под названием «Дон Жуанизм» (журн. «Россия», 1884—5)
- статьи о пьесах Шекспира, Шиллера, Гёте, Мольера, Тирсо де Молина.

Музыкальные рецензии:
- статьи о Серове, Рубинштейне, Мусоргском и Чайковском, вышедшие монографиями под названием «Русские композиторы»
- «Исторические концерты А. Г. Рубинштейна» («Эпоха», 1886)
- «Кольцо Нибелунгов» Вагнера («Труд», 1889)
- «50-летний юбилей А. Г. Рубинштейна» (ib.)
- «Столетие Моцарта» (ib., 1891)
- «Джузеппе Верди» (по случаю 50-летия, ib., 1889)
- «А. П. Бородин» (ib. и «Жив. Обозр.», 1887)
- «Глинка и его Руслан» («Наблюдатель», 1893)
- «Гуно и Чайковский» (ib., 1894)
- «Музыкальные впечатления заграничной поездки» (ib., 1895, о постановке «Христа» Рубинштейна на бременской сцене; о том же ряд статей в «Ниве»)
- ежегодные беседы о музыке под заглавием «Наша музыкальная жизнь» (1893—1897)
- «Из дневника Чайковского» («Литер. прилож. Нивы», 1895)
- «Верстовский» (ib.)
- «Франц Лист» («Эпоха», 1883)
- «Факты из жизни А. Г. Рубинштейна» («Лит. прилож. Нивы», 1894).

Некоторые из статей переведены на иностранные языки.

### Избранные труды
- Баскин В. С. На распутьи: Драма в 5-ти д. и 6-ти картинах. — СПб.: тип. Л. Бермана и Г. Рабиновича, 1880. — 140 с.
- Баскин В. С. Русские композиторы. — М.: П. Юргенсон, 1886–1895. — Т. 1—4. — 308; 90; 127; 202 с. — (А. Г. Рубинштейн, М. П. Мусоргский, А. Н. Серов, П. И. Чайковский).